# Fukaya
Fukaya (japanska: 深谷市  ?, Fukaya-shi) är en stad i Saitama prefektur i Japan. Staden fick stadsrättigheter 1955.